# Valmiera FC
Football Club Valmiera – łotewski klub piłkarski. Swoją siedzibę ma w mieście Valmiera. Powstał w 1996 roku. W sezonie 2025 występuje w 1. līga. Swoje mecze zespół rozgrywa na stadionie Vidzemes Olimpiskais centrs. Mistrz kraju w 2022 roku.

## Skład
Na 10 sierpnia, 2018.
| Nr | Poz. | Piłkarz               |
| -- | ---- | --------------------- |
| 1  | BR   | Kaspars Ribaks        |
| 2  | OB   | Klāvs Kramēns         |
| 3  | OB   | Madis Miķelsons       |
| 4  | PO   | Mārcis Ērglis (C)     |
| 5  | OB   | Massamba Sambou       |
| 6  | OB   | Thierry Mukuta        |
| 7  | PO   | Konstantins Fjodorovs |
| 8  | PO   | Eduards Stīpnieks     |
| 10 | PO   | Alvis Jaunzems        |
| 11 | NA   | Niks Savaļnieks       |
| 12 | OB   | Mārtiņš Dubro         |
| 14 | NA   | Ulvis Bērziņš         |
| 15 | OB   | Jānis Taulavičus      |

| Nr | Poz. | Piłkarz             |
| -- | ---- | ------------------- |
| 16 | BR   | Elvis Arnavs        |
| 17 | PO   | Artūrs Pallo        |
| 18 | OB   | Roberts Cipe        |
| 19 | NA   | Gatis Kalniņš       |
| 20 | PO   | Valts Jaunzems      |
| 21 | OB   | Alexandru Belevschi |
| 22 | OB   | Elmārs Sietinsons   |
| 23 | PO   | Arturs Bankavs      |
| 24 | OB   | Ivan Knyazev        |
| 25 | PO   | Arturs Nazarovs     |
| 29 | PO   | Kristers Lūsiņš     |
| 33 | PO   | Artūrs Talcis       |
| 81 | BR   | Marks Bogdanovs     |

### Rezerwowy skład
- Iļja Afanasjevs
- Vladimirs Beidamirovs
- Aleksandrs Fedotovs
- Artjoms Koļesņikovs
- Maksims Koļesņikovs
- Ingus Ķirsis
- Nikolajs Ozols
- Sergejs Petrenko
- Raivis Rubīns
- Romāns Sidorovs
- Romāns Sulackis
- Igors Škoļnijs
- Vadims Tatarčuks
- Renārs Žarčenko

## Europejskie puchary
Legenda do wszystkich tabel:
- Q – runda eliminacyjna, 1/16, 1/8, 1/4, 1/2 – odpowiednia faza rozgrywek, Grupa – runda grupowa, 1r gr – pierwsza runda grupowa, 2r gr – druga runda grupowa, F – finał, R – runda, PO – play-off
- k. – rzuty karne, los. – losowanie, Dogr. – dogrywka, w. – zasada bramek strzelonych na wyjeździe

| Sezon   | Rozgrywki               | Runda | Klub             | Dom     | Wyjazd  | Ogólnie |
| ------- | ----------------------- | ----- | ---------------- | ------- | ------- | ------- |
| 2020/21 | Liga Europy             | 1Q    | Lech Poznań      | 0–3 (W) | 0–3 (W) | 0–3 (W) |
| 2021/22 | Liga Konferencji Europy | 1Q    | Sūduva Mariampol | 0–0     | 1–2     | 1–2     |
| 2022/23 | Liga Konferencji Europy | 2Q    | Shkëndija Tetowo | 1–2     | 1–3     | 2–5     |
| 2023/24 | Liga Mistrzów           | 1Q    | Olimpija Lublana | 1–2     | 1–2     | 2–4     |
| 2023/24 | Liga Konferencji Europy | 2Q    | SP Tre Penne     | 7–0     | 3–0     | 10–0    |
| 2023/24 | Liga Konferencji Europy | 3Q    | Partizani Tirana | 1–2     | 0–1     | 1–3     |